# Denis Gémier des Périchons
Pour les articles homonymes, voir Périchons.
Denis Gémier des Périchons est un homme politique français né le 5 août 1758 à Montbrison (Loire) et décédé le 16 septembre 1836 à Saint-Barthélemy-Lestra (Loire).
Il commence sa carrière militaire comme sous-lieutenant au régiment de Penthièvre-dragons, quittant l'armée comme capitaine, un peu avant la Révolution. Conseiller de préfecture sous le Premier Empire, il est député de la Loire de 1808 à 1815, et questeur de 1809 à 1815. Il est créé baron d'Empire en 1810.

## Sources
- « Denis Gémier des Périchons », dans Adolphe Robert et Gaston Cougny, Dictionnaire des parlementaires français, Edgar Bourloton, 1889-1891 [détail de l’édition]